# Toxicocalamus buergersi
Espèce
Synonymes
- Ultrocalamus burgersi Sternfeld, 1913

Toxicocalamus buergersi est une espèce de serpents de la famille des Elapidae.

## Répartition
Cette espèce est endémique de Papouasie-Nouvelle-Guinée. 

## Étymologie
Cette espèce est nommée en l'honneur de Theodore Joseph Bürgers (1881–1954).

## Publication originale
- Sternfeld, 1913 : Beiträge zur Schlangenfauna Neuguineas und der benachbarten Inselgruppen. Sitzungsberichte der Gesellschaft naturforschender Freunde zu Berlin, vol. 1913, p. 384-388 (texte intégral).